# Salamandra (film)
Salamandra (Саламандра) è un film del 1928, diretto da Grigorij L'vovič Rošal' e Michail Doller, con Bernhard Goetzke. Il film è tratto da episodi della vita del biologo austriaco Paul Kammerer (1880-1926).  

## Trama
In una Lipsia del primo quarto del XX secolo, che si immagina (già) governata da un regime di stampo fascista, il professor Karl Zange, di origini popolane, dalla sua cattedra di biologia all'università porta avanti la teoria ereditaria di Lamarck, secondo la quale i caratteri acquisiti dall'ambiente esterno di un genitore durante la sua vita, si trasmettono ai figli, facendo valere in tal senso i risultati dei propri esperimenti con le salamandre: il mutamento di pigmentazione della pelle di uno di tali animali, provocato da una sua prolungata esposizione ad ambienti scuri, si è riprodotto nella prole.
Avversario di tale teoria, è padre Bržezinskij, gesuita, membro dell'alto clero e professore di zoologia alla medesima università, che ritiene il lamarckismo di Zange non soltanto errato scientificamente, ma contrario, con il suo versante evoluzionista e materialista, alla retta fede, ed in sostanza indice di eversione da parte di forze politiche contrarie a quanto egli ritiene essere il giusto assetto, autoritario e classista, della società. La diatriba scientifica è quindi nello stesso tempo inimicizia di classe, come dimostrato soprattutto dal principe Ruprecht Karlstein, allievo e maggior adepto di padre Bržezinskij, nonché capo dell'Unione Studentesca Patriottica.
Una disputatio accademica (dal caratteristico titolo: "Servi il Signore o il Diavolo?") viene quindi istituita, ad opera di Bržezinskij e dei suoi sodali, all'università lipsiense. Il dibattito, preceduto da qualche manifestazione intimidatoria condotta dal partito egemone nei quartieri bassi della città, dove risiedeva Zange, e dall'infiltrazione fra gli assistenti del professore del principe Karlstein (che cerca pure di sedurne la moglie Felicia) è, com'era da aspettarsi, fortemente ideologizzato. E, quel che più conta, il partito avverso a Zange, tramite manipolazioni surrettizie nel laboratorio del professore, fa apparire le cavie (salamandre) usate da Zange come non atte a provare la teoria, essendo state colorate, a loro dire, a bella posta dal biologo, per mostrare la veridicità della sua ipotesi scientifica.
Zange, in seguito a tale calunnia, viene totalmente discreditato di fronte alla comunità scientifica, perde il lavoro, viene lasciato dalla moglie (che diviene l'amante di Karlstein), e si mette a vivere di espedienti nei quartieri poveri della città. Mentre Karlstein e Bržezinskij continuano la loro opera oscurantista, arrivando anche a compiere alcuni omicidi, un assistente di Zange, Filonov, fa ritorno in Unione Sovietica, suo paese di provenienza, dove ci si rende conto che le teorie di Zange erano decisamente vere.
Su disposizione di Lunačarskij, il commissario del popolo per l'istruzione dell'URSS, Filonov viene rimandato quindi in Germania con il compito di rintracciare Zange. Con l'aiuto di una ex-studentessa del professore, Filonov riesce quindi a trovare Zange, - mentre l'appena venuta alla luce nuova figliata di salamandre scure del biologo verifica la sua ipotesi - ed insieme si dirigono nel paese nel quale egli riuscirà a continuare i propri studi per il progresso dell'umanità.      